# 보스턴 덕 투어

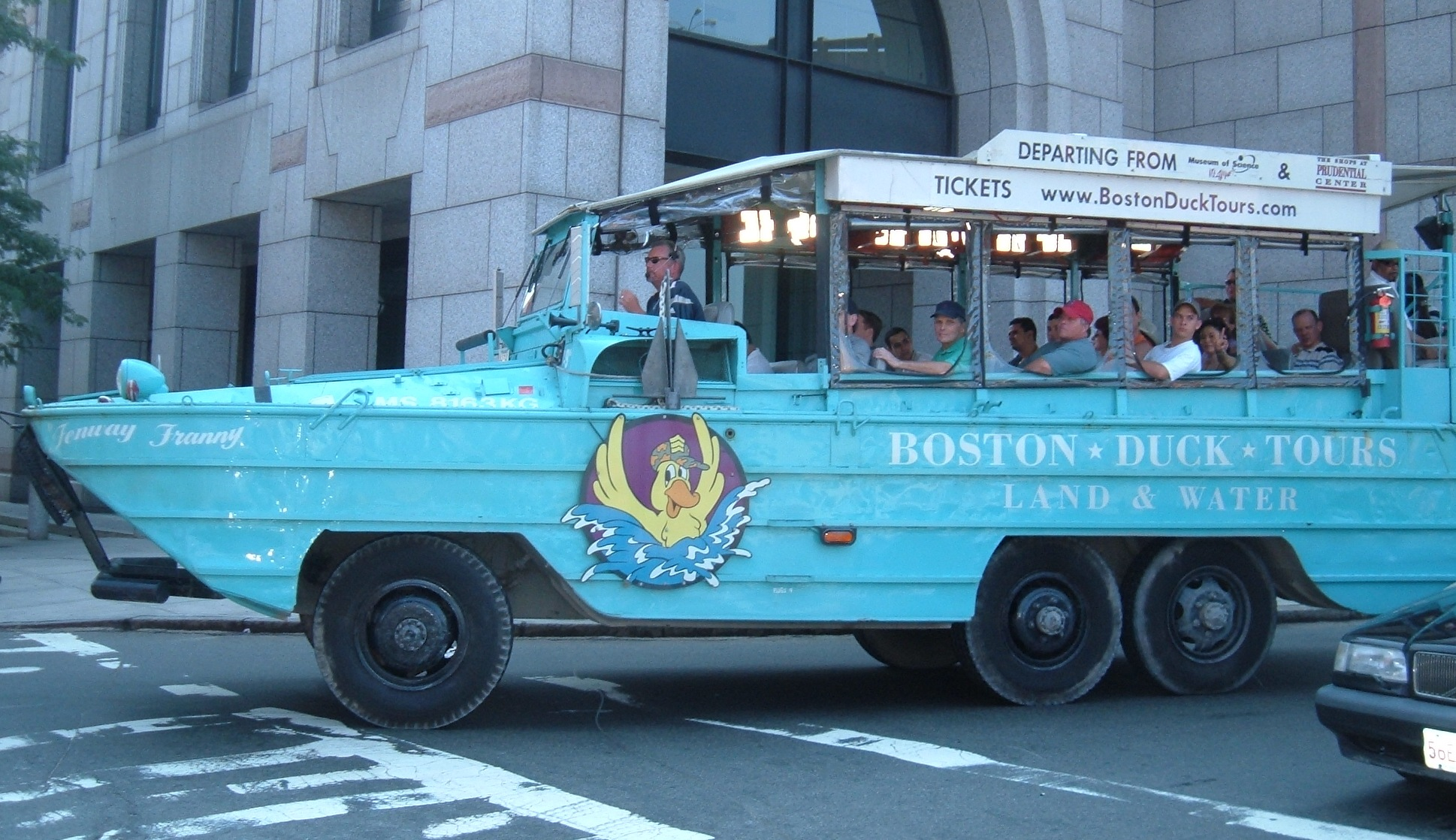
보스턴 덕 투어

보스턴 덕 투어(Boston Duck Tours)는 제 2차 세계 대전 때 사용했던 DUKW를 개조하여 만든 수륙양용차를 이용한 보스턴 시내의 개인이 운영하는 덕투어이다. 그 차를 타고 보스턴 시내는 물론 찰스강으로도 이동하여 보스턴 곳곳을 볼 수 있다. 푸르덴셜 타워, 과학박물관, 뉴잉글랜드 수족관 3군데의 출발지가 있다.